# Aidan Roach
Aidan Joseph Roach (Darlinghurst, 7 de setembro de 1990) é um jogador de polo aquático australiano.

## Carreira
Roach disputou duas edições de Jogos Olímpicos pela Austrália: 2012 e 2016. Seu melhor resultado foi o sétimo lugar nos Jogos de Londres.